# Jabłonna-Kolonia
Jabłonna-Kolonia [jaˈbwɔnna kɔˈlɔɲa] est un village polonais de la gmina de Jabłonna Lacka dans le powiat de Sokołów et dans la voïvodie de Mazovie, au centre-est de la Pologne.
Sa population est de 102 habitants en 2006.